# Xudeydi
Ahmed Ismail Hussein (somali: Axmed Ismaaciil Xuseen) (Berbera, 15 d'abril de 1928 - Londres, 7 d'abril de 2020), conegut amb el nom de Hudeydi (somali: Xudeydi), va ser un músic somali. També és conegut com a Boqorkii Cuudka o ‘el Rei de l'ud’.
Quan Hudeydi tenia 14 anys, el seu pare el va portar a una festa a Aden, al Iemen, on va conèixer a un home àrab que tocava l'ud. Va començar a aprendre a tocar l'instrument amb Abdullahi Qarshe, que va aconsellar al pare de Hudeydi que li comprés al seu fill un oud i un pic en comptes d'una ploma i un llibre. No obstant, el professor de Hudeydi li va aconsellar que aprengués la bateria per com colpejava l'escriptori.
Hudeydi va tocar a Somàlia durant els anys cinquanta i seixanta. Durant un temps, els oficials somalians van intentar prohibir la música com a distracció i van titllar els músics de diables. El 1973, Hudeydi es va traslladar al Regne Unit, on feia funcions privades per a casaments familiars i va ser professor de música.
Va morir el 7 d'abril de 2020 a Londres a causa de la COVID-19, vuit dies abans del seu 92è aniversari.